# Гимназия Джилонга
Гимназия Джилонга (англ. Geelong Grammar School)— частная англиканская школа совместного обучения с проживанием и «дневным» обучением. Основной кампус школы расположен в районе Корайо, на северной окраине города Джилонг, штат Виктория, Австралия с видом на заливы Корайо (анг.) и Лаймбернерс (анг.).
Основанная в 1855 году под эгидой Англиканской церкви, Гимназия Джилонга придерживается политики неселективного приема и в настоящее время обслуживает около 1500 учащихся с дошкольного возраста до 12-го класса, включая около 800 интернатных учеников с 5-го по 12-й класс.
В 2009 году газета The Australian (анг.) назвала Гимназию Джилонга «самой дорогой школой в стране», указав, что плата за обучение для учащихся 12-го класса составляет почти 29 000 долларов. Это остается верным и в 2024 году: годовая плата составляет чуть менее 50 000 долларов для дневных учеников и 85 000 долларов для интернатных.
В 2017 году Королевская комиссия (анг.) по институциональным реакциям на сексуальное насилие над детьми установила, что Гимназия Джилонга не предприняла действий в ответ на сообщения о широко распространенном сексуальном насилии над детьми. Пять бывших сотрудников Гимназии Джилонга были осуждены за многочисленные сексуальные преступления против детей, совершенные во время их преподавания в школе. Королевская комиссия пришла к выводу, что подряд идущие директора и администрация школы не докладывали об обвинениях и не защищали учащихся.

## История
Гимназия Джилонга была основана в 1855 году как частная епархиальная школа с благословения епископа Перри архидиаконом Теодором Стретчем из Джилонга. Первоначально в школе обучалось всего 14 мальчиков. Школа быстро росла, и в 1857 году епископ Перри выделил ей £5,000 из государственной субсидии для церковных школ. Были заложены первые камни собственного здания, и школа превратилась в «независимую школу». Однако в 1860 году школа закрылась из-за финансовых трудностей, но была вновь открыта в 1863 году, когда директором стал Джон Брейсбридж Уилсон, ранее работавший учителем при Джордже Вансе.
В течение многих лет Брейсбридж Уилсон содержал школу за свой счет, и с того времени интернаты начали составлять большую часть ученического состава. В 1875 году Джеймс Листер Катбертсон (анг.) присоединился к педагогическому составу как преподаватель классических наук. Он оказал большое влияние на учеников школы и был ими очень любим, несмотря на свои проблемы с алкоголизмом. После смерти Брейсбриджа Уилсона в 1895 году Катбертсон стал временным директором до назначения Леонарда Хартфорда Линдона в начале следующего года.
Линдон руководил школой в течение 15 лет, но не был полностью принят «old boys»(выпускниками), так как ему не хватало личной теплоты, которую видели в Уилсоне и Катбертсоне. К началу XX века школа начала перерастать свои здания в центре Джилонга, и было принято решение о переезде. Совет школы открыл конкурс на должность нового директора. Линдон подал заявку, но его кандидатура была отклонена, и новым директором был выбран Фрэнсис Эрнест Браун.
В 1909 году школа приобрела значительный участок земли в тогдашнем сельском районе Джилонга — Белмонте (анг.), ограниченный улицами Томсон, Риджент и Скотт, а также дорогой Рослин. 21 октября 1910 года председатель совета школы В. Т. Манифолд сделал первый символический удар лопатой на месте, которое должно было стать началом новой эры для школы. Однако планы изменились к августу 1911 года, когда прилегающие сельские земли начали продаваться под застройку. Совет школы решил, что это будет мешать развитию интерната, и быстро продал участок в Белмонте, приобретя землю на противоположной стороне Джилонга в районе Корайо.
В конце 1913 года школа покинула свои старые здания в центре Джилонга и в феврале 1914 года открылась на новом просторном участке в Корайо. Браун уделял больше внимания религиозному воспитанию, чем его предшественники, а новое изолированное место с собственной часовней идеально подходило для этого.
После выхода Брауна на пенсию в 1929 году совет школы искал нового директора — 40-летнего женатого священника, но в итоге выбрал Джеймса Ральфа Дарлинга (анг.), 30-летнего мирянина и холостяка. Это оказалось очень удачным выбором, который открыл эру творчества и значительного расширения школы, включая приобретение в 1933 году подготовительной школы «Bostock House» (Дом Бостока) в районе Ньютаун (анг.) и «Glamorgan Preparatory School» (Подготовительная школа «Гламо́рган» в Тураке (анг.), Мельбурн в 1946 году. Самым смелым проектом Дарлинга стало создание кампуса «Тимбертоп»(анг.) в предгорьях Викторианских Альп возле Мэнсфилда (анг.) в 1953 году.
Дарлинга сменил Томас Рональд Гарнетт (анг.) в 1961 году. Он сделал школу более либеральной, в том числе предпринял первые шаги к совместному обучению, позволив девушкам из «Гимназии Джилонга для Девочек (Эрмитаж)» (анг.) посещать некоторые занятия в Корайо в начале 1970-х годов. В 1972 году совместное обучение было официально введено, и девушки были приняты в два старших класса.
Гарнетта сменил Чарльз Дуглас Фишер (анг.), который продолжил движение к совместному обучению. Во время одного из собраний персонала, где голоса за и против совместного обучения разделились поровну, Фишер отдал решающий голос в пользу принятия девушек на все уровни обучения. В 1976 году, после года переговоров, школы «Эрмитаж» и «Клайд»" объединились с Гимназией Джилонга. Фишер погиб в результате автомобильной аварии по пути в Тимбертопе на заключительное богослужение в конце года в 1978 году.
После двухлетнего перерыва в 1980 году был назначен Джон Эллиот Льюис (анг.) (который позже стал директором Итонского колледжа с 1994 по 2002 год). Под руководством Льюиса школа приступила к обновлению интернатов и дневных домов, чтобы привести их в соответствие с современными стандартами, а также сосредоточила усилия на улучшении академических результатов наряду с предоставлением всестороннего образования. Частично это было достигнуто за счет введения гибкого расписания, позволяющего способным ученикам старших классов проходить курсы для получения Викторианского сертификата образования (анг.) раньше своей группы. В настоящее время школа является одной из 43 школ в Австралии, предлагающих программу Международного бакалавриата в качестве альтернативы Викторианскому сертификату образования. В последние годы руководства Льюиса были предприняты усилия (во многом успешные) по уменьшению иерархичности в школе.
Период после руководства Льюиса включал директорства Листера Ханны и Николаса Сэмпсона, а в 2004 году на эту должность был назначен Стивен Мик.
В 2018 году, после тринадцати с половиной лет на посту директора, Стивен Мик ушел из школы, и его место заняла Ребекка Коди. Она стала 12-м директором Гимназии Джилонга, а также первой женщиной и первым уроженцем Австралии на этой должности в истории школы.

## Кампусы
| Дома Гимназии Джилонга     | Дома Гимназии Джилонга        | Дома Гимназии Джилонга | Дома Гимназии Джилонга | Дома Гимназии Джилонга | Дома Гимназии Джилонга | Дома Гимназии Джилонга |
| -------------------------- | ----------------------------- | ---------------------- | ---------------------- | ---------------------- | ---------------------- | ---------------------- |
| Название дома (на русском) | Название дома (на английском) | Кампус                 | Пол                    | Тип                    | Год основания          | Цвет                   |
| Австин/Остин               | (Austin)                      | Дом Бостока            | Смешанный              | Дневной                | 1998                   |                        |
| Морриз                     | (Morres)                      | Дом Бостока            | Смешанный              | Дневной                | 1998                   |                        |
| Школа                      | (School)                      | Дом Бостока            | Смешанный              | Дневной                | 1998                   |                        |
| Волум                      | (Volum)                       | Дом Бостока            | Смешанный              | Дневной                | 1998                   |                        |
| Отвей                      | (Otway)                       | Средняя Школа          | Смешанный              | Дневной                | 1962                   |                        |
| Хайтон                     | (Highton)                     | Средняя Школа          | Смешанный              | Дневной                | 1998                   |                        |
| Паррванг (Барвон)          | (Parrwang (Barwon))           | Средняя Школа          | Юноши                  | Интернат               | 1934                   |                        |
| Кунуварра (Коневарри)      | (Kunuwarra (Connewarre))      | Средняя Школа          | Девушки                | Интернат               | 1934                   |                        |
| Аллен                      | (Allen)                       | Старшая Школа          | Смешанный              | Дневной                | 1931                   |                        |
| Фрейзер                    | (Fraser)                      | Старшая Школа          | Смешанный              | Дневной                | 1963                   |                        |
| Клайд                      | (Clyde)                       | Старшая Школа          | Девушки                | Интернат               | 1976                   |                        |
| Элизабет Мердок            | (Elisabeth Murdoch)           | Старшая Школа          | Девушки                | Интернат               | 2009                   |                        |
| Гарнет                     | (Garnett)                     | Старшая Школа          | Девушки                | Интернат               | 1982                   |                        |
| Эрмитаж                    | (The Hermitage)               | Старшая Школа          | Девушки                | Интернат               | 1976                   |                        |
| Катбертсон                 | (Cuthbertson)                 | Старшая Школа          | Юноши                  | Интернат               | 1914                   |                        |
| Франсис Браун              | (Francis Brown)               | Старшая Школа          | Юноши                  | Интернат               | 1937                   |                        |
| Манифолд                   | (Manifold)                    | Старшая Школа          | Юноши                  | Интернат               | 1914                   |                        |
| Перри                      | (Perry)                       | Старшая Школа          | Юноши                  | Интернат               | 1914                   |                        |

Гимназия Джилонга имеет четыре кампуса:
- Корайо, с 5 по 8 классы (средняя школа) и с 10 по 12 классы (старшая школа), с проживанием в интернате и «дневной» обучения.
- Дом Бостока, от дошкольного уровня до 4 класса, дневная обучения.
- Кампус «Турак», (ранее известный как «Гламорган») от дошкольного уровня до 6 класса, дневная обучения.
- Кампус «Тимбертоп», (основан в 1953 году) 9 класс, полностью интернат.

В 1990-х годах школа планировала открыть кампус в северной части Таиланда, но проект был отменён после Азиатского финансового кризиса 1997 года, поскольку правительство Таиланда приостановило многие крупные проекты.

## Здания кампуса Корио
К числу примечательных зданий кампуса Корио относятся:
Центр благополучия имени Хандбери
Центр благополучия имени Хандбери, также известный как Центр «Хандбери», является основным спортивным, оздоровительным и благополучным центром школы гимназии Джилонга. Он был открыт 20 апреля 2008 года. Центр включает в себя многофункциональный спортивный зал, сертифицированный ФИНА 25-метровый бассейн с зоной для прыжков в воду, фитнес-центр, танцевальную студию, кафе «Джон Курт», магазин гимназии Джилонга и медицинский центр школы «Кеннеди», в котором также располагаются кабинеты психологической помощи и физиотерапии.
Квадрант «Перри»
Построенный в 1913 году и расширенный в 1930-х годах, Квадрант «Перри» расположен в центре школы между Столовой и часовней. Здесь находятся учебные классы, административные помещения школы, комната Моррис (столовая для персонала), три жилых здания для сотрудников («Голубятня», «Орлиное гнездо» и «Дом викария»)(анг. The Dovecote, The Eyrie и The Vicarage), библиотека Хокера и, до 1986 года, дом Перри. Центральная часть квадранта покрыта газоном, а в центре находится фонтан. Перри Квад часто используется для собраний и театральных представлений. Часовая башня расположена на восточной стороне квадранта.
Библиотека «Хокер»
Изначально являясь школьной библиотекой, интерьер которой датируется 1940-ми годами, с 1979 года она служила Исторической библиотекой. В 2005 году здание было преобразовано в Архивный центр имени Майкла Коллинза Перссе. В настоящее время в здании находится Институт позитивного образования.
Клуатры
Соединяющие Квадрант и Часовню, Клуатры являются главным военным мемориалом школы. На их концах размещены мемориальные таблички в честь бывших гимназистов Джилонга (БГД) (анг. OGG), погибших в Первой и Второй мировых войнах. Ежегодно вокруг Клуатров проводится церемония в День АНЗАК. В Клуатрах необходимо соблюдать тишину.
Часовня Всех Святых
Построенная поэтапно между 1914 и 1929 годами, Часовня Всех Святых находится в духовном центре школы. Все ученики обязаны посещать будничные богослужения, а интернаты также обязаны присутствовать на воскресных службах. Орган с тремя мануалами был изначально построен компанией Хилл в 1909 году и расширен Дж. В. Валкер (анг. J. W. Walker) в 1958 году.
Столовая
Построенная в 1913 году и расширенная в 1933 году, Столовая — место, где все ученики старшей школы принимают пищу. Здесь висят портреты всех бывших директоров школы гимназии Джилонга, а также некоторых основателей школы и директрис школ Эрмитаж и Клайд.
Зал «Дарлинг»
Построенный в 1960-х годах, Зал Дарлинг служит столовой для средней школы и экзаменационным залом. В восточной части зала находится алтарь, изначально размещенный в актовом зале школы Hermitage.
Музыкальная школа
Построенная в 1938 году, Музыкальная школа выделяется как одно из немногих зданий кампуса Корио, не построенных из красного кирпича. В школе есть многочисленные малые репетиционные комнаты, зал для оркестра и музыкальный зал, который используется для концертов учеников, сотрудников и приглашенных музыкантов.
Школа искусств
Построенная в 1937 году, Школа искусств долгое время была единственным центром искусства в школе до строительства Центров «Синклера» и «Хиршфельда Мака» в последние пять лет. Она остается центральным местом для занятий искусством, в основном для живописи и рисунка.
Библиотека «Фишер»
Построенная в 1979 году и отремонтированная в 2005 году, Библиотека Фишера является единственной библиотекой старшей школы. Она объединила коллекции бывшей Исторической библиотеки.
Школа исполнительских искусств и творческого образования (ШИИТО) (анг. The SPACE)
Завершенная в мае 2015 года, Школа исполнительских искусств и творческого образования, или просто «SPACE», заменяет театр «Брэйсбридж Уилсон». Школа имеет два зала: студию на 270 мест, названную Студия «Брэйсбридж Уилсон», и более крупный зал на 800 мест, названный Сценический зал «Дэвид Дарлинг». Здесь проходят школьные спектакли и собрания.
Театр «Брэйсбридж Уилсон»
Открытый в 1978 году (на месте зала 1890-х годов, сгоревшего в 1976 году), «БУ» был местом проведения школьных спектаклей и собраний. Театр вмещает около 300 человек на стационарных местах, но вместимость может быть увеличена до 600. После постройки Школы исполнительских искусств театр стал практически не использоваться.
Квадрант «Кук»
Построенный поэтапно до 1930-х годов, Квадрант «Кук» размещает большую часть научного департамента школы.

## Директор школы
| Период    | Директора                 | Директора (на английском)        | Страна происхождения |
| --------- | ------------------------- | -------------------------------- | -------------------- |
| 1855–1862 | Джёрдж Оукли Ванс         | (George Oakley Vance)            | Великобритания       |
| 1863–1895 | Джон Брейсбридж Вилсон    | (John Bracebridge Wilson)        | Великобритания       |
| 1896–1911 | Леонард Харфорд Линдон    | (Leonard Harford Lindon)         | Великобритания       |
| 1912–1929 | Франсис Эрнест Браун      | (Francis Ernest Brown)           | Великобритания       |
| 1930–1961 | Сэр Джеймз Ралф Дарлинг   | (Sir James Ralph Darling) (анг.) | Великобритания       |
| 1961–1973 | Томас Роналд Гарнетт      | (Thomas Ronald Garnett) (анг.)   | Великобритания       |
| 1974–1980 | Карл Фишер                | (Charles Douglas Fisher) (анг.)  | Великобритания       |
| 1980–1995 | Джон Льюис                | (John Elliot Lewis) (анг.)       | Новая Зеландия       |
| 1995–2000 | Листер Веллзли Ханна      | (Lister Wellesley Hannah)        | Канада               |
| 2000–2005 | Николай Александр Семпсон | (Nicholas Alexander Sampson)     | Великобритания       |
| 2006–2018 | Стивен Эндрю Доналд Мик   | (Stephen Andrew Donald Meek)     | Великобритания       |
| 2018-     | Ребекка Анн Коди          | (Rebecca Anne Cody)              | Австралия            |